# Wampum

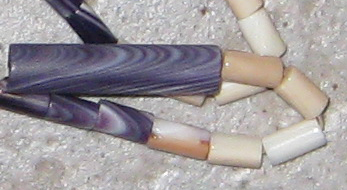
Wampum gemaakt van de quahog (de Amerikaanse venusschelp Mercenaria mercenaria) en wulkachtige door Elizabeth James Perry (Aquinnah Wampanoag/Eastern Band Cherokee), omstreeks 2009

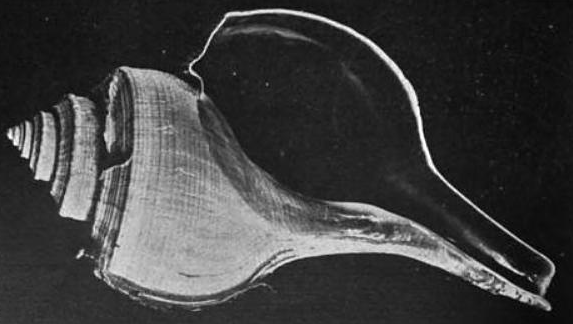
De witte kralen worden gemaakt van de binnenste spiraal van de schelp van de wulkachtige Busicotypus canaliculatus.

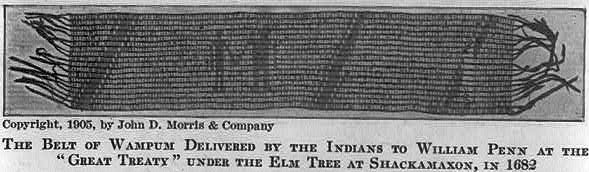
William Penn kreeg deze gordel van wampum aangeboden door de indianen bij de afsluiting van het "Grote Verdrag" ("Great Treaty“) van 1682.

Wampum is de benaming voor witte en paarse kralen gemaakt van de binnenste spiraal van schelpen van een wulkachtige (Busycotypus canaliculatus of Busycotypus carica) en de Amerikaanse venusschelp (Mercenaria mercenaria). Amerikaanse indianen langs de Atlantische kust tot aan Saskatchewan gaven ze bij ceremonies als beloftes, verdragen en huwelijken.
Nederlandse kolonisten pasten wampum toe als ruilmiddel voor bevervellen omdat de Indianen geen belangstelling hadden voor munten en gingen over tot massaproductie, zodat wampum ook de stammen ten westen van de Rocky Mountains bereikten. Aldaar werden ze echter alleen als sieraden gebruikt. Aan de oostzijde behielden de schelpen echter hun oorspronkelijke waarde en werden soms zelfs als heilig gezien.
Met wampum wordt soms ook een gordel van schelpkralen aangeduid.

## Herdenking
In 2009 herdacht New York dat Henry Hudson 400 jaar tevoren in dienst van De Kamer van de VOC in Amsterdam op Manhattan aankwam (de New York 400th anniversary celebration). Op 5 april van dat jaar bood Jerry Thundercloud McDonald namens de Mohawk-indianen Carolien Gehrels, wethouder van Amsterdam, een wampum aan ter herdenking van het (handels)verdrag van Irokezen en Nederlanders (Jacob Eelckens en Hendrick Christiaensen) van 24 april 1613. 
In 2013 werd de 400e verjaardag van dit allereerste tussen Amerikaanse Indianen en Europese kolonisten gesloten verdrag - the Two-Row-Wampum-Treaty - herdacht. De oorspronkelijke verdragspartijen waren de Haudenosaunee (de Five Nations van de Iroquois, te weten de Mohawk, Oneida, Onondaga, Cayuga en Seneca nations) en de Nederlandse kolonisten die destijds in Upstate New York woonden. De ceremonie in 1613 behelsde onder meer het ruilen van een zilveren ketting voor deze Two-Row Wampum, die in het verdrag wordt aangeduid als een "vaedem seewant", dus een vadem lengte van seewant.